# Relations entre l'Éthiopie et la France
Les relations entre l'Éthiopie et la France désignent les relations diplomatiques bilatérales s'exerçant entre la République démocratique fédérale d’Éthiopie et la République française.

## Histoire
Les relations diplomatiques entre l’Éthiopie et la France ont été établies en 1897.

## Période contemporaine

### Dimension économique
L'Éthiopie est le cinquième marché et le deuxième excédent commercial de la France en Afrique subsaharienne. La France exporte principalement du matériel de transport et des produits pharmaceutiques, et importe surtout des matières premières agricoles, dont du café. Elle est le quatrième investisseur européen en Éthiopie derrière le Royaume-Uni, l’Italie et les Pays-Bas, avec en 2019 60 entreprises françaises employant environ plus de 6 000 personnes localement.

### Dimension culturelle et universitaire
L'Éthiopie accueille le lycée franco-éthiopien Guébré-Mariam depuis 1947, situé à Addis-Abeba, qui propose un enseignement à 1 800 élèves.
Les Alliances éthio-francaises d'Addis-Abeba et de Dire Dawa, proposent des cours de français et héberge des événements culturels français et éthiopien, comme des concerts et expositions,.
Le Centre français des études éthiopiennes (CFEE) est un institut français de recherche à l'étranger, situé à Addis-Abeba. En 1991, le Centre français des études éthiopiennes est créé pour faire suite à la Section d’archéologie du gouvernement impérial éthiopien de 1952. Le Centre français des études éthiopiennes est un centre de recherche conjoint du Centre national de la recherche scientifique (CNRS) et du ministère de l'Europe et des Affaires étrangères de France.

### Coopération dans le domaine de la sécurité
La France et l'Éthiopie ont mené des exercices conjoints à Djibouti et la langue française est enseignée aux cadres militaires éthiopiens.

### Jumelage
Les villes de Debre Berhan et du Blanc-Mesnil ont un jumelage de coopération décentralisée depuis 1991.